# زون
زون (بالإنجليزية: Zune) هي علامة تجارية للوسائط، مملوكة من قبل مايكروسوفت وتتضمن خط مشغلات الوسائط المحمولة، برنامج رقمي للوسائط يعمل على نظام ويندوز، خدمة اشتراك موسيقية تعرف باسم 'زون باس'، خدمة لبث الموسيقى والفيديو إلى إكس بوكس 360 عن طريق برنامج زون، مبيعات الموسيقى، التلفاز والأفلام وبرمجيات الوسائط في نظام ويندوز فون.

## وصلات خارجية
- Zune.net نسخة محفوظة 28 نوفمبر 2004 على موقع واي باك مشين. — موقع رسمي
- – زون أصول
- زون على موقع ماي سبيس
- زون على مشروع الدليل المفتوح